# Patagonia (filme)
Patagonia é um filme de drama britânico de 2010 dirigido e escrito por Marc Evans. Possui como tema central pessoas Galesas e Argentinas conectadas com Y Wladfa, a comunidade Galesa que possui rediência na , Argentina. O filme estrela diversos atores Galeses conhecidos, incluindo Matthew Rhys, Nila Roberts e a cantora Duffy. Estreou no Festival de Cinema Internacional de Seattle no dia 10 de junho de 2010 e estreou no Reino Unido em Cardiff no dia 04 de março de 2011.
Foi selecionado como representante do Reino Unido à edição do Oscar 2011, organizada pela Academia de Artes e Ciências Cinematográficas. Mas não chegou a lista final de indicação

## Sinopse
Gwen e Rhys são um casal que falam Língua galesa e moram em Cardiff onde Rhys trabalha como fotógrafa e Gwen trabalha como um interprete de história num centro cultural Galês. Gwen também possui intenção de se tornar atriz e mesmo que eventualmente ela participe de testes, ela ainda não conseguiu uma oportunidade de participar de alguma peça de teatro. A incapacidade do casal de conseguir engravidar causa tensão entre eles. Com a esperança de revigorar seu relacionamento, o par decide viajar juntos a Argentina onde Rhys foi comissionado para fotografar uma histórica Capela Galesa na Patagonia, uma vasta paisagem que virou destino para imigrantes Galegos no final do século XIX e início do século XX. Enquanto viajam por lá são acompanhados por seu guia turístico, Mateo.
No meio tempo, uma anciã Galega-Argentina, chamada de Cerys, está planejando uma viagem ao País de Gales para conhecer a fazenda onde sua mãe foi criada antes de imigrar para a Patagonia nos anos 20. Ela decide levar com ela seu vizinho que possui disturbio de ansiedade, Alejandro, para que a ajude. No País de Gales ele se apaixona por uma garota local chamada Sissy.

## Elenco
- Matthew Gravelle - Rhys
- Nia Roberts - Gwen
- Matthew Rhys - Mateo
- Marta Lubos - Cerys
- Nahuel Pérez Biscayart - Alejandro
- Duffy - Sissy
- Marco Antonio Caponi - Diego
- Rhys Parry Jones - Martín

## Produção
Matthew Rhys descobriu sobre o papel de forma muito incomum. Em2005, ele estava na Patagonia caminhando de cavalo com moradores da região; durante a viagem ele conheceu o diretor Marc Evans, que estava lá para conhecer as locações de gravação do filme.

## Recepção e crítica
Após a estreia no Festival de Cinema de Mill Valley, em 2010, Dennis Harvey da revista Variety disse"Patagonia projeta duas narrativas paralelas conectadas apenas pela anomalia histórica... Enquanto de forma separada pode não fazer muito sentido, as partes se complementam de forma tanto quanto prazerosa." Ele também escreve "Evans ligeiramente quebra as correntes, que forma um contraste textual interessante. As lentes de Robbie Ryan disparam as paisagens—totalmente exuberante, uma parte formada pormontanhas veres, ,a outra por tonalidades de desertos ricos. Pular para o passado e presente também ajuda a balancear as estórias que podem parecer insubstanciais se cada uma fosse separada da outra". Uma outra crítica de Mill Valley, Sura Wood do The Hollywood Reporter, chamou de um "filme de estrada que não precisamos prestar muita atenção, que sua alteração entre os paralelos das estorias cresce de forma tediosa sobre o curso de duas horas de duração".; Patagonia é "de alguma forma uma redenção pela beleza cinematográfica de lugares distantes não visto em filmes com frequência, e boas atuações de seus atores."
The Independent descreveu como "dois filmes de estrada pelo preço de um, mostrando paralelos de estórias de peregrinos pela busca de "identidade"; o filme é "lindamente gravado pelo Robbie Ryan (de Fish Tank)" e "mostra uma sensibilidade lírica nas paisagens do deserto da Patagônia e também na cidade de montanhas chuvosas, em Wales, e a inesperada conexão de seus anciões (que foram para a Patagonia em 1865) torna-se bastante comovente."